# Philosepedon pragensis
Philosepedon pragensis är en tvåvingeart som beskrevs av Jezek 1995. Philosepedon pragensis ingår i släktet Philosepedon och familjen fjärilsmyggor.
Artens utbredningsområde är Tjeckien. Inga underarter finns listade i Catalogue of Life.